# Yves Henry

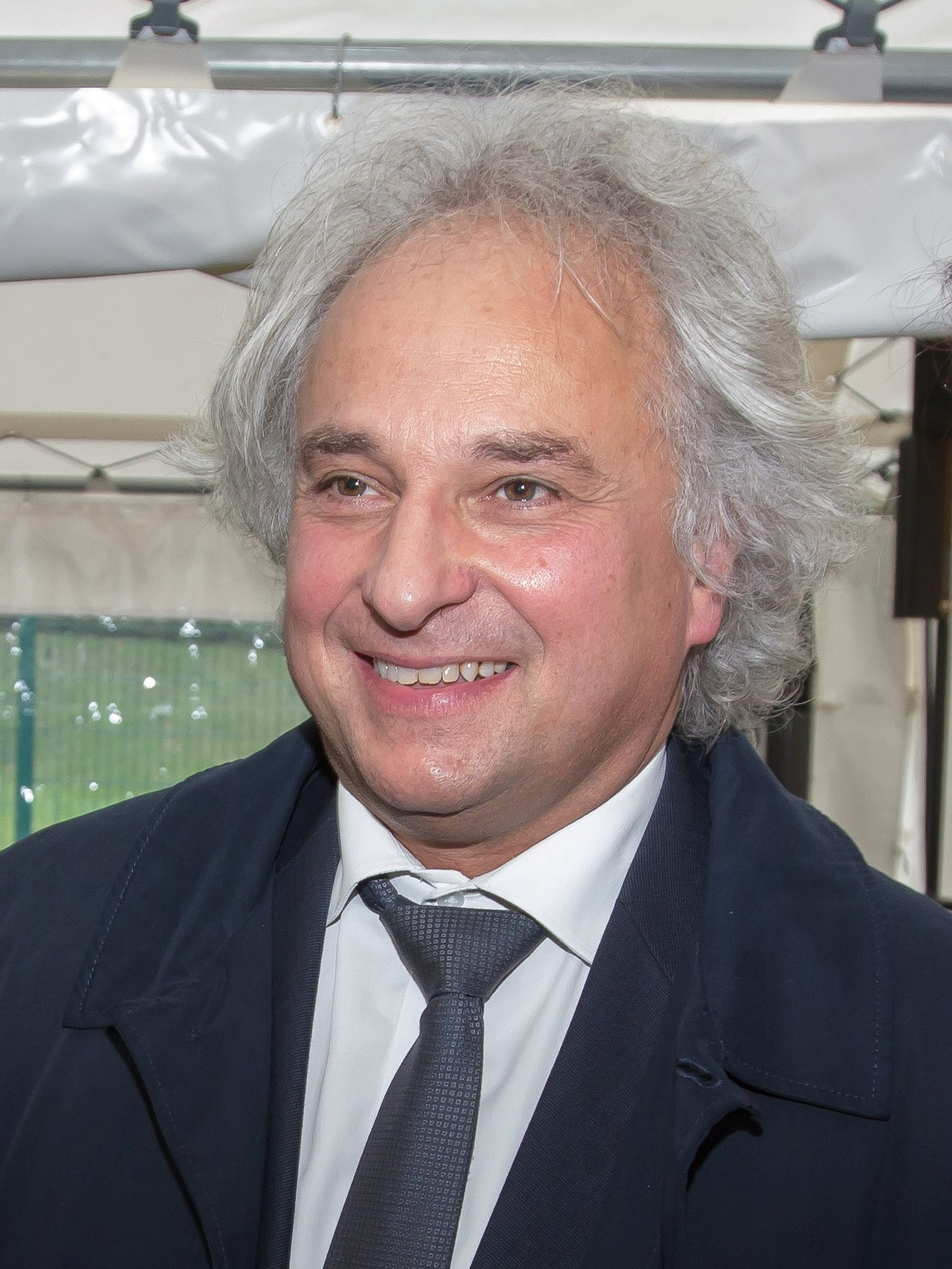
Yves Henry 2014

Yves Henry (* 2. April 1959 in Évreux) ist ein französischer klassischer Pianist und Komponist. Vor dem Hintergrund einer großen Erfahrung mit Instrumenten aus der Zeit der Romantik gilt Henry heute als ausgewiesener Spezialist für die Interpretation von Chopin und Liszt.

## Leben und Werk
Yves Henry studierte in den 1970er und 1980er Jahren am Pariser Conservatoire National Supérieur de Musique et de Danse unter anderem bei Pierre Sancan. Er belegte Kurse in Kammermusik, Begleitung und Chorleitung. Zusätzlich arbeitete er mit Aldo Ciccolini zusammen. 1981 gewann Henry den ersten Preis beim Internationalen Robert-Schumann-Wettbewerb in Zwickau. 
Henry ist Professor für Klavier am Pariser Conservatoire National Supérieur de Musique und am Conservatoire à Rayonnement Régional in Paris. Gleichzeitig war Henry Mitglied im Programmkomitee des Chopin-Institutes in Warschau anlässlich der 200-Jahr-Feier im Jahr 2010. Henry ist Ehrenmitglied des japanischen Klavierlehrerverbandes. Auf Einladungen hin gibt Henry regelmäßig Meisterkurse in den USA, Japan und China. Er sitzt in zahlreichen Juries von Musikwettbewerben wie dem Monte-Carlo Piano Masters, dem Dvořák Piano Competition in Nelahozeves, dem Internationalen Robert Schumann Wettbewerb in Deutschland und dem Chopin Klavierwettbewerb in Warschau.
Yves Henry gab zahlreiche Liederabende auf der ganzen Welt, die hauptsächlich Komponisten der Romantik gewidmet sind. Er widmet sich auch der Kammermusik mit Partnern wie Michel Portal, Karl Leister, Ivry Gitlis, Brigitte Engerer, Augustin Dumay, Gary Hoffman, mit Solisten des Orchestre de Paris, Michel Lethiec, dem Elysées- und dem Modigliani Quartett. In speziellen Formaten, die Literatur und Musik miteinander verbinden, arbeitet er mit den Schauspielerinnen Marie-Christine Barrault und Brigitte Fossey zusammen.
Zusätzlich zu seinen Auftritten als darstellender Künstler und Klavierlehrer war Henry als Komponist aktiv. Er komponierte Werke zu Texten des korsischen Dichters André Giovanni (Les Chants Tyrrhéniens, Les Sentiers dérobés). Er komponierte auch Kammermusikstücke wie Kaga Yusen für Violine und Piano, Suite Vénitienne für Flöte, Cello und Piano, Il soplo ligero für Klarinette und Piano. Als letztes komponierte er Nocturne für Orchester, das 2014 zunächst in Paris und dann in Deutschland aufgeführt wurde. Außerdem transkribierte er Werke wie Paul Dukas Sorcerer's Apprentice, Maurice Ravels La Valse und Borodins Polovtsian Dances from Prince Igor für konzertante Aufführung und nahm diese 2015 als CD auf.
Im Januar 2010 wurde Yves Henry vom französischen Kulturminister Frédéric Mitterrand in den Rang eines Offiziers des französischen Ordens Des Arts et des Lettres erhoben. Er erhielt den Gloria Artis Preis der polnischen Regierung für seinen Beitrag zum Chopin-Jahr 2010 in Frankreich. Er wurde 2010 in das Who's Who Verzeichnis in Frankreich aufgenommen. Im Januar 2011 folgte er Alain Duault als Präsident des Nohant Chopin Festivals.